# Парень-каратист 2
«Па́рень-карати́ст 2» (также «Малы́ш-карати́ст 2», «Карате́-кид 2»; англ. The Karate Kid 2) — американский кинофильм режиссёра Джона Эвилдсена.

## Сюжет
Через шесть месяцев после победы на турнире по карате Дэниел посещает дом Нариёси Мияги. Дэниел только что вернулся с выпускного бала и объясняет, что Эли бросила его, переключив свое внимание на футболиста из Калифорнийского университета в Лос-Анджелесе. Мияги получает письмо, в котором сообщается, что его отец на Окинаве, Япония, умирает. Мияги рассказывает свою предысторию о романтических отношениях с женщиной по имени Юкиэ. Однако человек по имени Сото хотел сначала жениться на Юкиэ, чтобы разбогатеть, и в дальнейшем поддерживать  деревню недалеко от Окинавы. Сото также был бывшим учеником каратэ Мияги, который намеревался вызвать своего бывшего учителя на смертельный бой. Но вместо того, чтобы подумать об этом, Мияги покинул Японию и посвятил свою новую жизнь Соединенным Штатам. Чтобы успеть к умирающему отца, Мияги решает вернуться в Японию вместе с Дэниелом.
Прибыв в Японию, Дэниел и Мияги встречают Чозэна Тогучи, который, как говорят, является племянником Сото. Чозен берет Даниэля и Мияги в деревню, где Сото ждет, чтобы бросить вызов Мияги на смертельную битву, к которой он все время стремился, но Мияги не хочет этого боя. В деревне Дэниел и Мияги встречают Юкиэ, которая знакомит их со своей племянницей Юмико. Незаметно для всех Сото превратился в промышленника, и траулеры опустошили рыбные запасы деревни. Кроме того, экономика деревни упала в цене, в результате чего ее жители столкнулись с невероятно низкой заработной платой. В конце концов Юкиэ так и не вышла замуж за Сото, надеясь, что Мияги вернется и ее стремление выйти за него замуж осуществится.
Со временем Юкиэ предупреждает Мияги об ухудшающемся здоровье его отца, который в конечном итоге умирает. Сото даёт Мияги три дня на траур перед смертельным боем. Дэниел, похоже, проявляет интерес к Юмико, но вскоре у него возникают подозрения относительно грязных дел Чозена. Чоузен собирает команду приспешников, что приводит к многочисленным прямым столкновениям с Дэниелом и Юмико. Дэниел, похоже, теряет терпение из-за выходок Чозена и просит, чтобы он и Мияги вернулись в Соединенные Штаты, пока ситуация не ухудшилась. Сото намерен уничтожить деревню, если Мияги отклонит предложение сражаться не на жизнь, а на смерть.
Спустя три дня на деревню обрушивается шторм, заставляющий всех искать более надёжное убежище. Додзё рушится, и Сото оказывается в ловушке, когда Дэниел и Мияги вмешиваются, чтобы помочь ему. Когда все уже в безопасности, с колокольни раздаются мольбы ребёнка, и Дэниел идёт туда, чтобы спасти его. Сначала Сото попросил Чозена помочь ребёнку, но тот отказался, в результате Сото сам побежал помогать. Сото заявил, что отныне его не существует для Чозена, Чозен убежал в бурю, чувствуя себя отвергнутым. Когда шторм утих, Сото извинился перед Мияги, намереваясь передать право собственности на землю жителям деревни и начать восстановление.
В ту ночь начинается фестиваль, и Чозен возвращается, беря Юмико в заложники. Дэниел решает вмешаться, но Чозен подавляет его. В ходе боя оба сильно избивают друг друга. Зрители используют маленькие барабаны, чтобы озвучить розыгрыш, что даёт Дэниелу возможность собраться и взять вверх в бою. Вместо того чтобы убить, Дэниел щадит Чозена вырубив его за неправильный ответ, и зрители ликуют.

## В ролях
- Ральф Маччио — Дэниэл ЛаРуссо
- Пэт Морита — мистер Мияги
- Тэмлин Томита — Кумико
- Нобу МакКарти (Nobu McCarthy) — Юки
- Дэнни Камекона — Сато Тагути
- Юдзи Окумото (Yuji Okumoto) — Тё-Сен Тагути
- Чарли Танимото — отец Мияги
- Мартин Коув — Джон Криз